# Boninthemis insularis
Espèce
Statut de conservation UICN

 CR B1+2c : 
En danger critique
Boninthemis insularis est une espèce de libellules de la famille des Libellulidae (sous-ordre des Anisoptères, ordre des Odonates) endémique du Japon.

## Répartition
Boninthemis insularis n'est présente que dans l'archipel d'Ogasawara au Japon.

## Philatélie
Cette libellule figure sur une émission du Japon de 1977 (valeur faciale : 50 y) avec pour 1re émission le 14 septembre 1977.

## Systématique
Le nom valide complet (avec auteur) de ce taxon est Boninthemis insularis (Oguma (d) in Matsumura, 1913).
Boninthemis insularis a pour synonyme :
- Neothemis insularis Matsumura, 1913